# Ускоци
Ускоците са хайдути от Херцеговина, изселили се в началото на XVI в. след завладяването на босненските и херцеговинските земи от османците по военната граница със Свещената Римска империя и Венецианската република в историческите области Лика и Далмация. Етимологията на думата идва от хърватски „uskočiti“, в превод „изскача“ т.е. избягали (буквално изскочили) от османската власт.

## История
Когато турците завземат крепостта Клис през 1537 г. ускоците се преместват по покана на Хабсбургите в Сен, днес Хърватия, и започват пиратски нападения в Адриатическо море на своите малки бързи кораби. Действията им са насочени срещу турците, на които Венеция през 1540 г. съгласно мирното споразумение е длъжна да осигури безпрепятствено преминаване на морските пътища. В действителност обаче ускоците нанасят повече поражения на венецианските кораби отколкото на османските, което става причина Венеция да започне военна кампания срещу тях, за да си осигури безопасна търговия.
Венецианците опитват да ги елиминират през 1577 г. с помощта на албанците и през 1572 г. съвместно с турците, но безуспешно и това довежда до открита война между Република Венеция и Австрия през 1615-1617 г., тъй като Хабсбургите поддържат пиратите. В подписания мирен договор в Мадрид на 26 септември 1617 г. при приключването на тази война Австрия се задължава да сложи край на нападенията на ускоците. Пиратските кораби са унищожени, а ускоците се преместват във вътрешността на Далмация близо до Карловац.